# Isabel Andrade
Pour les articles homonymes, voir Andrade.
María Isabel Andrade est une actrice mexicaine de cinéma et de télévision.

## Filmographie
- 1987 : Mariana, Mariana d'Alberto Isaac
- 1993 : Entre la vida y la muerte
- 1994 : Caminos cruzados
- 1994 : Más allá del puente
- 1994 : El taxista
- 1996 : El vuelo del águila
- 1998 : Sin ti
- 2002 : Mujer, casos de la vida real